# Ove Kindvall
Bengt Ove Kindvall, född 16 maj 1943 i Norrköping, död 5 augusti 2025 i Sollentuna, Stockholms län, var en svensk fotbollsspelare, anfallare. Han är känd som en framgångsrik målskytt. Han blev svensk mästare 1963 med IFK Norrköping och nederländsk mästare 1969 och 1971. Han fick Guldbollen 1966 och Svenska Dagbladets guldmedalj 1969.
Ove Kindvall valdes i december 2008 in som nummer 29 i Svensk fotbolls Hall of Fame.

## Biografi
Ove Kindvalls idol under ungdomsåren var Kurre Hamrin.
Ove Kindvall inledde sin framgångsrika fotbollskarriär i IFK Norrköping och Allsvenskan 1962 mot Degerfors IF. Sin sista match för IFK Norrköping spelade han mot AIK hösten 1966, där han gjorde 4 mål i vinsten med 6-0. Därefter blev han proffs i Feyenoord 1966, där han spelade i fem framgångsrika säsonger. Kindvalls största stund var när han avgjorde finalen i Europacupen för mästarlag 1970. Som spelare är han en legend för den nederländska storklubben. Under sina säsonger i Rotterdam spelade Kindvall 144 ligamatcher och svarade för 129 ligamål, ett anmärkningsvärt målsnitt.
Ove Kindvall återvände till Sverige och Norrköping 1971 innan han avslutade karriären i IFK Göteborg, där han spelade 1975-1977. De två första åren spelades i Division II och säsongen 1976 svarade han för 15 mål på 24 seriematcher för Göteborg. Kindvall avslutade karriären i Göteborg under klubbens allsvenska comeback-år 1977, då han gjorde tre mål på 21 matcher. Totalt spelade Ove Kindvall 58 seriematcher för IFK Göteborg och gjorde då 30 mål. Han spelade sin sista allsvenska match för IFK Göteborg mot IFK Sundsvall 1977.
Kindvall debuterade i fotbollslandslaget mot Finland 1965. Han var med i VM i fotboll 1970 i Mexiko och VM i fotboll 1974 i dåvarande Västtyskland. Han blev också stor hjälte då han avgjorde kvalmatchen mot Frankrike 1969, vilket säkrade avancemanget till 1970 års VM i fotboll. För detta belönades Kindvall med Svenska Dagbladets guldmedalj. Totalt spelade han 43 matcher i landslaget och gjorde 16 mål. Han spelade sin sista landskamp 1974 mot Nordirland i EM-kvalet.
Kindvall var också en duktig handbollsmålvakt och 1961 spelade han SM-final för juniorer för Norrköpings AIS.
Efter gymnasieutbildning arbetade han med försäljning, först på Kraftemballage (nuvarande Smurfit Munksjö Packaging AB) och efter proffskarriären på Fiskeby AB i Norrköping. Enligt Kindvall var det erbjudande om ett stimulerande arbete snarare än fotbollen som lockade honom till Göteborg. Där arbetade han först på Volvo Fritid och sedan som ansvarig för Adidas kontor. Det var också Adidas som fick honom att flytta till Stockholm efter fotbollskarriären. Senare arbetade han under många år på nuvarande Svenska Spel i Stockholm, först på försäljningsavdelningen och sedan som sponsoransvarig för fotboll.
Enligt Bosse Hansson var Ove Kindvall den förste experten när han tillsammans med Hansson på TV-sporten kommenterade VM i Argentina 1978 från studion i Stockholm. Kindvall fortsatte under flera år att kommentera för TV-sporten och senare också för TV3.
Han träffade sin fru Sylvia redan 1960 och de har varit gifta sedan 1966. De är föräldrar till Ulrika Kindvall, Niclas Kindvall och Tina Kindvall. Ove Kindvall är bror till radiomannen Kaj Kindvall.

## Staty
Ove Kindvalls staty avtäcktes 21 oktober 2024. Den står vid Norrköpings Tennishall (numera Holmenhallen) på Södra Promenaden och är skapad av konstnären Elo Liiv i Tallinn i Estland. Statyn har bekostats av tidigare ordföranden Peter Hunt och hans familj. Det beslutades på IFK Norrköpings årsmöte 2021, samt att namnge en läktardel med Ove Kindvalls namn, vilket genomfördes i samband med avtäckandet av statyn. Till tal av Mats Willner drogs skynket bort av förre IFK-spelaren Mathias Florén och hans son.
Peter Hunt gick bort tidigare under året men hans familj fanns representerade och även Ove Kindvalls familj med sonen Niklas Kindvall fanns på plats, Ove själv kunde inte delta av hälsoskäl. Flera gamla storspelare och ledare var med vid ceremonin, bland andra Janne Hellström, Eine Fredriksson och förre förbundskaptenen Janne Andresson.

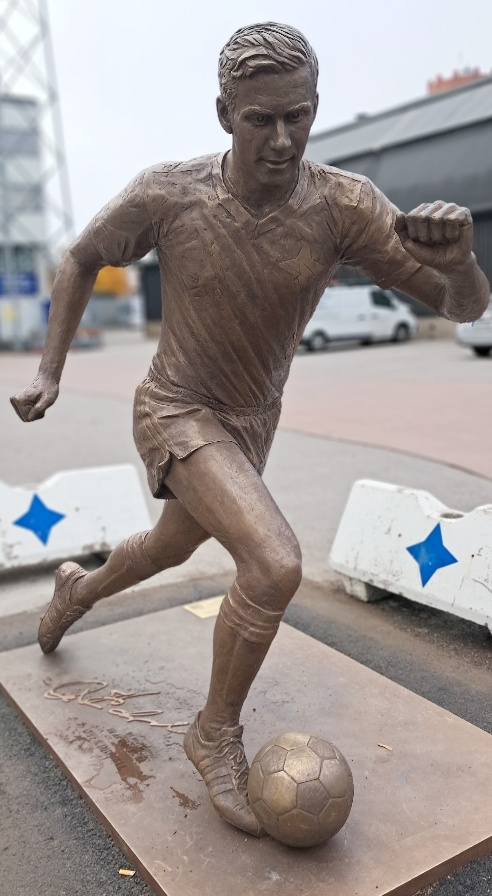
Staty av Ove Kindvall utförd av den estniske skulptören Elo Liiv

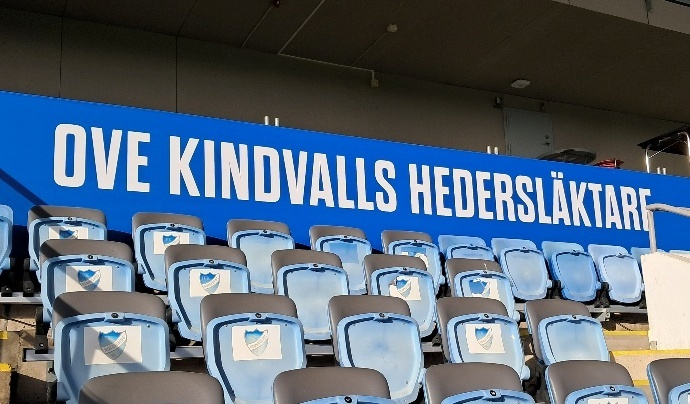
Ove Kindvalls hedersläktare på Norrköpings Idrottspark Patinumcars Arena

## Meriter
- Svensk landslagsspelare
  - Deltog i VM 1970 och 1974
- Europacupen för mästarlag med SC Feijenoord 1970
- Interkontinentala cupen (VM för klubblag) med SC Feijenoord 1970
- Svenska Dagbladets guldmedalj 1969
- Guldbollen 1966
- Nederländsk mästare med SC Feijenoord 1969 och 1971
- Nederländsk cupmästare med SC Feijenoord 1969
- Nederländsk skyttekung med SC Feijenoord 1968, 1969 och 1971.
- Svensk mästare med IFK Norrköping 1963
- Allsvensk skyttekung med IFK Norrköping 1966
- Invald år 2008 i Svensk fotbolls Hall of Fame som nummer 29[8] vilket är inrättat av SFS/Sveriges Fotbollshistoriker & Statistiker och stöds av Svenska Fotbollförbundet.

## Referenser

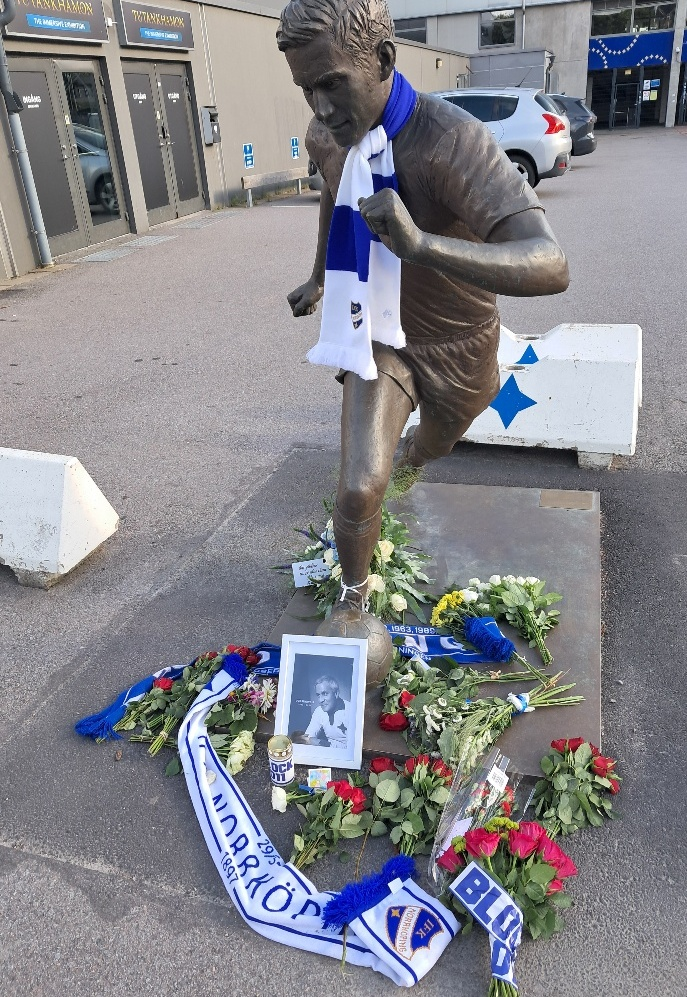
Minneshyllningar